# Dunkest
Dunkest è un portale online di informazione dedicato alla pallacanestro che dà il nome a un gioco online che rientra nella categoria fantabasket o fantasy basketball. Il gioco è nato nel 2013 e consiste nel creare e gestire squadre virtuali formate da giocatori e allenatori di pallacanestro reali. 
Il fantabasket di Dunkest consente di simulare i seguenti campionati di basket: NBA (National Basketball Association), Euroleague Basketball e Serie A (pallacanestro maschile).
Per la stagione 2019-2020 il fantabasket di Dunkest ha totalizzato più di 150.000 utenti giocanti.

## Creazione e gestione squadra
Lo scopo del gioco è quello di guidare una squadra composta da giocatori del campionato di basket NBA. L'esito di ogni Giornata si basa sulle prestazioni degli 11 giocatori che formano una squadra. Il roster è così composto:
- 2 Centri
- 4 Ali
- 4 Guardie
- 1 Allenatore

I giocatori del roster possono essere schierati nel quintetto base o in panchina e, inoltre, deve essere scelto un capitano. Durante il corso del gioco è possibile sostituire giocatori del quintetto base con giocatori della panchina ed effettuare scambi di mercato volti a vendere o acquistare giocatori e allenatori.
Il quintetto base può essere schierato seguendo uno di questi 5 schemi di gioco:
- 2-2-1
- 2-1-2
- 1-2-2
- 3-1-1
- 1-3-1

## Calendario
Il calendario di Dunkest è caratterizzato da Giornate, che consistono in un raggruppamento di più partite che si svolgono in un determinato arco temporale (3 o 4 giorni). La caratteristica principale di questa struttura è che in ogni Giornata ciascuna squadra NBA ottiene punti solamente per la prima partita giocata. In questo modo si evita che i giocatori ottengano più punti solo per il fatto di aver giocato più partite degli altri nella stessa Giornata.
Durante una Giornata è possibile effettuare sostituzioni tra quintetto base e panchina, mentre tra una Giornata e l'altra è possibile effettuare scambi di mercato (trade) per provare a rafforzare la squadra.

## Punteggi
La squadra virtuale al termine di ogni Giornata acquisisce un punteggio, calcolato come la somma dei punti realizzati dai giocatori e dall'allenatore che compongono la squadra stessa.

### Giocatori
I punteggi dei giocatori sono calcolati in base alla prestazione personale e alla prestazione della squadra NBA in cui militano:
- Punto realizzato: +1 punto
- Rimbalzo difensivo: +1 punto
- Rimbalzo offensivo: +1,25 punti
- Assist: +1,5 punti
- Palla recuperata: +1,5 punti
- Stoppata: +1,5 punti
- Doppia doppia: +5 punti
- Tripla doppia: +10 punti
- Partenza in quintetto base: +1 punto
- Vittoria della propria squadra: +3 punti
- Tiro dal campo sbagliato: -1 punto
- Stoppata subita: -0.5 punti
- Tiro libero sbagliato: -1 punto
- Pallone perso: -1,5 punti
- Uscita per falli fatti: -5 punti
- Sconfitta della propria squadra: -3 punti

Il giocatore che viene scelto come capitano ottiene un punteggio doppio mentre i giocatori schierati in panchina ottengono la metà del punteggio totalizzato, con l'eccezione del Sesto Uomo che contribuisce con il 100% del suo punteggio.

### Allenatori
I punteggi degli allenatori sono calcolati in base alla prestazione della squadra in cui militano:
- Vittoria squadra: +20
- Punti segnati squadra > o =  a 100 pti: +5 punti
- Punti subiti squadra < o =  a 80 pti: +5 punti
- Margine di vittoria > o =  a 20 pti: +5 punti
- Sconfitta squadra: -10 punti
- Punti segnati squadra < o =  a 80 pti: -3 punti
- Punti subiti squadra > o =  a 100 pti: -3 punti
- Margine di sconfitta > o =  a 20 pti: -3 punti

## Leghe
Dunkest prevede la partecipazione automatica dell'utente a quattro leghe pubbliche:
- Lega generale: comprende tutti gli utenti del gioco;
- Lega Squadra preferita: comprende tutti gli utenti tifosi di una determinata squadra NBA;
- Lega nazionale: comprende tutti gli utenti di un determinato paese;
- Lega stagionale: comprende tre sottoleghe suddivise per le tre stagioni di gioco (autunnale, invernale e primaverile);

Caratteristica ulteriore del gioco è la possibilità di creare leghe private tra amici, accessibili mediante possesso di un codice di gioco, alle quali possono partecipare solo gli utenti invitati.

## Accoglienza
Dopo pochi mesi dall'apertura, il gioco ha goduto di decine di migliaia di utenti iscritti al portale.